# Agelasta marmorata
Agelasta marmorata es una especie de escarabajo longicornio del género Agelasta, categorizada en la tribu Mesosini, de la subfamilia Lamiinae. Fue descrita por Pic en 1927.

## Descripción
Mide 12-18 mm de longitud.

## Distribución
Se distribuye por China, India y Vietnam.